# Francisco da Silva
Pour les articles homonymes, voir Francisco Silva.
Francisco da Silva, né le 17 août 1957 à Santana à Sao Tomé-et-Principe et mort le 14 avril 2010, est un avocat et homme politique santoméen, membre du Parti de convergence démocratique. Il est considéré comme une personnalité importante de l'histoire du pays.

## Biographie
Francisco da Silva est élu pour la première fois député en 1991 aux premières élections législatives multipartites de Sao Tomé-et-Principe depuis l'indépendance en 1975. Il est secrétaire général de Assemblée nationale pendant onze ans avant d'être élu président en mai 2006, avec le soutien des autres groupes de la législature.
Il est élu en 2004 président de l'Assemblée parlementaire de la Communauté des pays de langue portugaise (CPLP), une fonction qu'il quitte en mars 2010.
Il meurt le 14 avril 2010 d'un cancer de l'intestin. À l'annonce de sa mort, cinq jours de deuil national sont mis en place à Sao Tomé-et-Principe et da Silva reçoit les hommages de la CPLP. Il est inhumé dans le district de Cantagalo, où il est né. Il était considéré comme un candidat imbattable pour l'élection présidentielle à venir.

## Ouvrages
- História ao acaso da vida e da terra, 2008